# Alex Perialas
Alex Perialas is een Amerikaanse geluidstechnicus en producer. Hij is het bekendst voor zijn werk in de 'golden age' van de thrashmetal in de jaren 80 tot begin jaren 90.
Hij heeft gewerkt met artiesten en bands zoals Overkill, Testament, Anthrax, Nuclear Assault, S.O.D. en Flotsam & Jetsam.
Later volgden bands als Bad Religion, Pro-Pain en Such A Surge.